# Paranticoma elegans
Paranticoma elegans är en rundmaskart som beskrevs av Heinrich Micoletzky 1930. Paranticoma elegans ingår i släktet Paranticoma och familjen Anticomidae. Inga underarter finns listade i Catalogue of Life.